# Campeonato de Primera B 2017-18 (Argentina)
El Campeonato de Primera B 2017-18, fue la octogésima sexta edición del torneo, tercera categoría del fútbol argentino en el orden de los clubes directamente afiliados a la AFA. Comenzó el 2 de septiembre de 2017 y finalizó el 26 de mayo de 2018.
Los nuevos participantes fueron los ascendidos de la división inferior, la Primera C: el campeón, Sacachispas, que hizo su debut en la Primera B. Por su parte, el ganador del torneo reducido fue San Miguel, que retornó tras 14 años de ausencia y disputó su decimosexta temporada en la división.
Por otra parte, no se registraron descensos de ningún equipo directamente afiliado del Campeonato de Primera B Nacional 2016-17.
Se consagró campeón el Club Atlético Platense, que logró, de esa manera, el ascenso a la Primera B Nacional junto al Club Atlético Defensores de Belgrano, que ganó el torneo reducido.
También se produjo el descenso de un equipo a la Primera C, Villa San Carlos.

## Ascensos y descensos
| Promedio | Descendido de la Primera B 2016-17 |
| -------- | ---------------------------------- |
| 19.°     | Excursionistas                     |

| Posición  | Ascendidos de la Primera C 2016-17 |
| --------- | ---------------------------------- |
| 1.°       | Sacachispas                        |
| Gan. red. | San Miguel                         |

| Posición  | Ascendidos a la Primera B Nacional 2017-18 |
| --------- | ------------------------------------------ |
| 1.º       | Deportivo Morón                            |
| Gan. red. | Deportivo Riestra                          |

| Descendidos de la Primera B Nacional 2016-17 |
| -------------------------------------------- |
| No hubo                                      |

- De esta manera, el número de equipos participantes se redujo a 18.

## Equipos participantes
| Equipo                 | Localidad            | Estadio                      | Capacidad |
| ---------------------- | -------------------- | ---------------------------- | --------- |
| Acassuso               | Boulogne             | La Quema                     | 800       |
| Almirante Brown        | San Justo            | Fragata Presidente Sarmiento | 25 000    |
| Atlanta                | Buenos Aires         | Don León Kolbowsky           | 14 000    |
| Barracas Central       | Buenos Aires         | Claudio Chiqui Tapia         | 4400      |
| Colegiales             | Munro                | Colegiales                   | 6500      |
| Comunicaciones         | Buenos Aires         | Alfredo Ramos                | 3500      |
| Defensores de Belgrano | Buenos Aires         | Juan Pasquale                | 9000      |
| Deportivo Español      | Buenos Aires         | Nueva España                 | 35 000    |
| Estudiantes            | Caseros              | Ciudad de Caseros            | 16 740    |
| Fénix                  | Buenos Aires         | No posee                     | -         |
| Platense               | Florida              | Ciudad de Vicente López      | 31 050    |
| Sacachispas            | Buenos Aires         | Beto Larrosa                 | 4000      |
| San Miguel             | Los Polvorines       | Malvinas Argentinas          | 9000      |
| San Telmo              | Dock Sud             | Dr. Osvaldo Baletto          | 5500      |
| Talleres               | Remedios de Escalada | Talleres                     | 15 000    |
| Tristán Suárez         | Tristán Suárez       | 20 de Octubre                | 15 000    |
| UAI Urquiza            | Villa Lynch          | Monumental de Villa Lynch    | 1000      |
| Villa San Carlos       | Berisso              | Genacio Sálice               | 4000      |

| 1. 2. |

### Distribución geográfica de los equipos
| Región                 | Cant. | Equipos |
| ---------------------- | ----- | --- |
| Conurbano bonaerense   | 11    | Acassuso, Almirante Brown, Colegiales, Estudiantes, Platense, San Miguel, San Telmo, Talleres (RdE), Tristán Suárez, UAI Urquiza y Villa San Carlos |
| Ciudad de Buenos Aires | 7     | Atlanta, Barracas Central, Comunicaciones, Defensores de Belgrano, Deportivo Español, Fénix y Sacachispas                                           |

## Formato

### Ascenso
Los 18 participantes se enfrentan en dos ruedas por el sistema de todos contra todos. Ascenderá el campeón, mientras que del segundo al noveno clasificarán al torneo reducido, cuyo ganador obtendrá el segundo ascenso.

### Descensos
El equipo peor ubicado en la tabla de promedios descenderá a la Primera C.

### Clasificación a la Copa Argentina 2017-18
Los primeros cinco equipos de la tabla parcial de la primera rueda clasificaron a los treintaidosavos de final de la Copa Argentina 2017-18.

## Tabla de posiciones final
| Pos. | Equipo                 | Pts. | PJ | PG | PE | PP | GF | GC | Dif. |
| ---- | ---------------------- | ---- | -- | -- | -- | -- | -- | -- | ---- |
| 01.º | Platense               | 64   | 34 | 18 | 10 | 6  | 45 | 21 | 24   |
| 02.º | Estudiantes            | 64   | 34 | 18 | 10 | 6  | 42 | 25 | 17   |
| 03.º | Acassuso               | 54   | 34 | 14 | 12 | 8  | 38 | 21 | 17   |
| 04.º | Atlanta                | 52   | 34 | 15 | 7  | 12 | 42 | 32 | 10   |
| 05.º | Defensores de Belgrano | 52   | 34 | 14 | 10 | 10 | 38 | 29 | 9    |
| 06.º | Barracas Central       | 51   | 34 | 13 | 12 | 9  | 45 | 38 | 7    |
| 07.º | Tristán Suárez         | 50   | 34 | 14 | 8  | 12 | 48 | 38 | 10   |
| 08.º | UAI Urquiza            | 49   | 34 | 13 | 10 | 11 | 28 | 29 | −1   |
| 09.º | Talleres (RdE)         | 49   | 34 | 13 | 10 | 11 | 32 | 36 | −4   |
| 10.º | San Miguel             | 43   | 34 | 10 | 13 | 11 | 32 | 40 | −8   |
| 11.º | San Telmo              | 43   | 34 | 11 | 10 | 13 | 28 | 36 | −8   |
| 12.º | Comunicaciones         | 41   | 34 | 11 | 8  | 15 | 38 | 41 | −3   |
| 13.º | Sacachispas            | 40   | 34 | 10 | 10 | 14 | 35 | 47 | −12  |
| 14.º | Fénix                  | 39   | 34 | 9  | 12 | 13 | 38 | 43 | −5   |
| 15.º | Colegiales             | 39   | 34 | 10 | 9  | 15 | 34 | 44 | −10  |
| 16.º | Villa San Carlos       | 38   | 34 | 10 | 8  | 16 | 35 | 48 | −13  |
| 17.º | Deportivo Español      | 31   | 34 | 7  | 10 | 17 | 27 | 41 | −14  |
| 18.º | Almirante Brown        | 29   | 34 | 7  | 8  | 19 | 27 | 44 | −17  |

|  | Campeón. Ascendió a la Primera B Nacional.              |
|  | Clasificados al torneo reducido por el segundo ascenso. |

|  |

### Evolución de las posiciones

#### Primera rueda
| Equipo / Fecha   |      |      |      |      |      |      |      |      |      |      |      |      |      |      |      |      |      |
| Equipo / Fecha   | 01   | 02   | 03   | 04   | 05   | 06   | 07   | 08   | 09   | 10   | 11   | 12   | 13   | 14   | 15   | 16   | 17   |
| ---------------- | ---- | ---- | ---- | ---- | ---- | ---- | ---- | ---- | ---- | ---- | ---- | ---- | ---- | ---- | ---- | ---- | ---- |
| Acassuso         | 16.º | 06.º | 11.º | 06.º | 11.º | 13.º | 14.º | 13.º | 09.º | 07.º | 07.º | 06.º | 07.º | 05.º | 07.º | 06.º | 06.º |
| Almirante Brown  | —    | 08.º | 13.º | 15.º | 15.º | 16.º | 17.º | 16.º | 17.º | 17.º | 17.º | 17.º | 17.º | 18.º | 18.º | 18.º | 18.º |
| Atlanta          | 05.º | 10.º | 04.º | 02.º | 03.º | 05.º | 07.º | 05.º | 05.º | 04.º | 03.º | 07.º | 08.º | 10.º | 10.º | 09.º | 08.º |
| Barracas Central | 01.º | 02.º | 02.º | 07.º | 07.º | 08.º | 11.º | 12.º | 14.º | 13.º | 12.º | 13.º | 15.º | 13.º | 15.º | 15.º | 16.º |
| Colegiales       | 05.º | 11.º | 07.º | 05.º | 09.º | 13.º | 09.º | 07.º | 10.º | 11.º | 14.º | 14.º | 13.º | 16.º | 14.º | 14.º | 15.º |
| Comunicaciones   | —    | —    | 10.º | 13.º | 12.º | 07.º | 04.º | 04.º | 04.º | 06.º | 06.º | 05.º | 06.º | 07.º | 08.º | 10.º | 10.º |
| Def. de Belgrano | 16.º | 06.º | 02.º | 04.º | 06.º | 04.º | 08.º | 10.º | 07.º | 09.º | 09.º | 08.º | 05.º | 06.º | 05.º | 05.º | 05.º |
| Dep. Español     | —    | 04.º | 12.º | 14.º | 04.º | 06.º | 10.º | 11.º | 13.º | 12.º | 15.º | 15.º | 14.º | 14.º | 13.º | 13.º | 14.º |
| Estudiantes      | 05.º | 03.º | 06.º | 10.º | 13.º | 10.º | 05.º | 08.º | 06.º | 05.º | 04.º | 03.º | 03.º | 03.º | 01.º | 02.º | 02.º |
| Fénix            | 16.º | 17.º | 14.º | 10.º | 08.º | 09.º | 13.º | 15.º | 12.º | 08.º | 10.º | 09.º | 09.º | 08.º | 06.º | 07.º | 09.º |
| Platense         | 01.º | 05.º | 04.º | 02.º | 02.º | 02.º | 01.º | 02.º | 03.º | 03.º | 05.º | 04.º | 04.º | 04.º | 04.º | 04.º | 03.º |
| Sacachispas      | 04.º | 09.º | 08.º | 12.º | 16.º | 15.º | 15.º | 16.º | 15.º | 14.º | 16.º | 16.º | 16.º | 15.º | 17.º | 17.º | 17.º |
| San Miguel       | —    | —    | 15.º | 17.º | 14.º | 12.º | 06.º | 05.º | 08.º | 10.º | 08.º | 10.º | 11.º | 12.º | 11.º | 11.º | 11.º |
| San Telmo        | —    | 15.º | 16.º | 09.º | 10.º | 11.º | 12.º | 09.º | 11.º | 15.º | 11.º | 12.º | 12.º | 11.º | 12.º | 12.º | 12.º |
| Talleres (RdE)   | 15.º | 18.º | 18.º | 18.º | 17.º | 17.º | 16.º | 14.º | 16.º | 16.º | 13.º | 11.º | 10.º | 09.º | 09.º | 08.º | 07.º |
| Tristán Suárez   | 01.º | 01.º | 01.º | 01.º | 01.º | 01.º | 02.º | 01.º | 01.º | 01.º | 01.º | 02.º | 01.º | 02.º | 03.º | 03.º | 04.º |
| UAI Urquiza      | 05.º | 12.º | 09.º | 08.º | 05.º | 03.º | 03.º | 03.º | 02.º | 02.º | 02.º | 01.º | 02.º | 01.º | 02.º | 01.º | 01.º |
| Villa San Carlos | —    | 16.º | 17.º | 16.º | 18.º | 18.º | 18.º | 18.º | 18.º | 18.º | 18.º | 18.º | 18.º | 17.º | 16.º | 16.º | 13.º |

| 1. 2. 3. 4. 5. |

#### Segunda rueda
| Equipo / Fecha    |      |      |      |      |      |      |      |      |      |      |      |      |      |      |      |      |      |
| Equipo / Fecha    | 18   | 19   | 20   | 21   | 22   | 23   | 24   | 25   | 26   | 27   | 28   | 29   | 30   | 31   | 32   | 33   | 34   |
| ----------------- | ---- | ---- | ---- | ---- | ---- | ---- | ---- | ---- | ---- | ---- | ---- | ---- | ---- | ---- | ---- | ---- | ---- |
| Acassuso          | 05.º | 06.º | 06.º | 08.º | 08.º | 08.º | 06.º | 04.º | 04.º | 03.º | 03.º | 03.º | 03.º | 03.º | 03.º | 03.º | 03.º |
| Almirante Brown   | 18.º | 18.º | 18.º | 18.º | 18.º | 18.º | 18.º | 18.º | 18.º | 18.º | 18.º | 18.º | 18.º | 18.º | 18.º | 18.º | 18.º |
| Atlanta           | 07.º | 08.º | 07.º | 06.º | 05.º | 06.º | 07.º | 08.º | 06.º | 06.º | 05.º | 05.º | 05.º | 06.º | 05.º | 04.º | 04.º |
| Barracas Central  | 17.º | 14.º | 14.º | 12.º | 11.º | 09.º | 09.º | 09.º | 09.º | 09.º | 07.º | 07.º | 06.º | 07.º | 07.º | 07.º | 06.º |
| Colegiales        | 15.º | 16.º | 16.º | 15.º | 16.º | 16.º | 16.º | 16.º | 16.º | 16.º | 16.º | 16.º | 16.º | 15.º | 15.º | 15.º | 15.º |
| Comunicaciones    | 12.º | 11.º | 11.º | 11.º | 12.º | 12.º | 13.º | 14.º | 12.º | 12.º | 11.º | 11.º | 11.º | 14.º | 10.º | 10.º | 12.º |
| Def. de Belgrano  | 06.º | 05.º | 04.º | 05.º | 07.º | 07.º | 08.º | 07.º | 05.º | 05.º | 04.º | 04.º | 04.º | 04.º | 04.º | 05.º | 05.º |
| Deportivo Español | 14.º | 15.º | 15.º | 17.º | 17.º | 17.º | 17.º | 17.º | 17.º | 17.º | 17.º | 17.º | 17.º | 17.º | 17.º | 17.º | 17.º |
| Estudiantes       | 03.º | 02.º | 02.º | 02.º | 02.º | 02.º | 01.º | 01.º | 02.º | 01.º | 01.º | 01.º | 01.º | 02.º | 02.º | 02.º | 02.º |
| Fénix             | 08.º | 09.º | 09.º | 09.º | 09.º | 10.º | 10.º | 10.º | 11.º | 11.º | 13.º | 15.º | 15.º | 13.º | 14.º | 14.º | 14.º |
| Platense          | 02.º | 01.º | 01.º | 01.º | 01.º | 01.º | 02.º | 02.º | 01.º | 02.º | 02.º | 02.º | 02.º | 01.º | 01.º | 01.º | 01.º |
| Sacachispas       | 16.º | 17.º | 17.º | 16.º | 14.º | 13.º | 15.º | 13.º | 14.º | 15.º | 15.º | 14.º | 14.º | 12.º | 13.º | 13.º | 13.º |
| San Miguel        | 11.º | 12.º | 12.º | 13.º | 13.º | 14.º | 11.º | 11.º | 10.º | 10.º | 10.º | 10.º | 10.º | 11.º | 12.º | 11.º | 10.º |
| San Telmo         | 10.º | 10.º | 10.º | 10.º | 10.º | 11.º | 12.º | 12.º | 13.º | 13.º | 12.º | 12.º | 12.º | 10.º | 11.º | 12.º | 11.º |
| Talleres (RdE)    | 09.º | 07.º | 08.º | 07.º | 06.º | 04.º | 04.º | 05.º | 08.º | 08.º | 09.º | 09.º | 09.º | 08.º | 09.º | 09.º | 09.º |
| Tristán Suárez    | 04.º | 04.º | 05.º | 03.º | 04.º | 03.º | 03.º | 03.º | 03.º | 04.º | 06.º | 06.º | 08.º | 09.º | 08.º | 08.º | 07.º |
| UAI Urquiza       | 01.º | 03.º | 03.º | 04.º | 03.º | 05.º | 05.º | 06.º | 07.º | 07.º | 08.º | 08.º | 07.º | 05.º | 06.º | 06.º | 08.º |
| Villa San Carlos  | 13.º | 13.º | 13.º | 14.º | 15.º | 15.º | 14.º | 15.º | 15.º | 14.º | 14.º | 13.º | 13.º | 16.º | 16.º | 16.º | 16.º |

| 1. 2. 3. 4. |

## Tabla de descenso
| Pos  | Equipo                 | 2015 | 2016 | 2016-17 | 2017-18 | Total | PJ  | Promedio |
| ---- | ---------------------- | ---- | ---- | ------- | ------- | ----- | --- | -------- |
| 01.º | Atlanta                | 73   | 35   | 57      | 52      | 217   | 131 | 1.656    |
| 02.º | Estudiantes            | 80   | 18   | 52      | 64      | 214   | 131 | 1,633    |
| 03.º | Defensores de Belgrano | 79   | 23   | 54      | 52      | 208   | 131 | 1,587    |
| 04.º | Platense               | 57   | 22   | 51      | 64      | 194   | 131 | 1,480    |
| 05.º | Barracas Central       | 64   | 26   | 51      | 51      | 192   | 131 | 1,465    |
| 06.º | Tristán Suárez         | 58   | 27   | 41      | 50      | 176   | 131 | 1,343    |
| 07.º | San Telmo              | -    | 26   | 49      | 43      | 118   | 89  | 1,325    |
| 08.º | Comunicaciones         | 51   | 26   | 55      | 41      | 173   | 131 | 1,320    |
| 09.º | Talleres (RdE)         | -    | 28   | 40      | 49      | 117   | 89  | 1,314    |
| 10.º | Fénix                  | 53   | 32   | 46      | 39      | 170   | 131 | 1,297    |
| 11.º | San Miguel             | -    | -    | -       | 43      | 43    | 34  | 1,264    |
| 12.º | UAI Urquiza            | 45   | 22   | 48      | 49      | 164   | 131 | 1,251    |
| 13.º | Colegiales             | 56   | 32   | 37      | 39      | 164   | 131 | 1,251    |
| 14.º | Acassuso               | 47   | 20   | 40      | 54      | 161   | 131 | 1,229    |
| 15.º | Sacachispas            | -    | -    | -       | 40      | 40    | 34  | 1,176    |
| 16.º | Deportivo Español      | 44   | 22   | 51      | 31      | 148   | 131 | 1,129    |
| 17.º | Almirante Brown        | 43   | 22   | 51      | 29      | 145   | 131 | 1,106    |
| 18.º | Villa San Carlos       | 42   | 23   | 36      | 38      | 139   | 131 | 1,061    |

|  | Descendió a la Primera C. |

## Tabla de posiciones parcial de la primera rueda
Esta tabla se usó para determinar los equipos clasificados a la Copa Argentina 2017-18, que son los que ocuparon los cinco primeros lugares.
| Pos. | Equipo                 | Pts. | PJ | PG | PE | PP | GF | GC | Dif. |
| ---- | ---------------------- | ---- | -- | -- | -- | -- | -- | -- | ---- |
| 01.º | UAI Urquiza            | 34   | 17 | 10 | 4  | 3  | 17 | 12 | 5    |
| 02.º | Estudiantes            | 33   | 17 | 10 | 3  | 4  | 20 | 10 | 10   |
| 03.º | Platense               | 31   | 17 | 9  | 4  | 4  | 26 | 10 | 16   |
| 04.º | Defensores de Belgrano | 29   | 17 | 9  | 2  | 6  | 21 | 11 | 10   |
| 05.º | Tristán Suárez         | 29   | 17 | 9  | 2  | 6  | 23 | 15 | 8    |
| 06.º | Talleres (RdE)         | 28   | 17 | 8  | 4  | 5  | 18 | 17 | 1    |
| 07.º | Acassuso               | 27   | 17 | 7  | 6  | 4  | 19 | 9  | 10   |
| 08.º | Atlanta                | 26   | 17 | 8  | 2  | 7  | 19 | 15 | 4    |
| 09.º | Comunicaciones         | 25   | 17 | 7  | 4  | 6  | 18 | 15 | 3    |
| 10.º | Fénix                  | 24   | 17 | 7  | 3  | 7  | 22 | 22 | 0    |
| 11.º | San Miguel             | 22   | 17 | 5  | 7  | 5  | 17 | 21 | −4   |
| 12.º | San Telmo              | 21   | 17 | 6  | 3  | 8  | 12 | 19 | −7   |
| 13.º | Villa San Carlos       | 18   | 17 | 5  | 3  | 9  | 15 | 25 | −10  |
| 14.º | Deportivo Español      | 17   | 17 | 4  | 5  | 8  | 13 | 18 | −5   |
| 15.º | Barracas Central       | 16   | 17 | 3  | 7  | 7  | 16 | 23 | −7   |
| 16.º | Colegiales             | 16   | 17 | 4  | 4  | 9  | 13 | 23 | −10  |
| 17.º | Sacachispas            | 15   | 17 | 3  | 6  | 8  | 11 | 22 | −11  |
| 18.º | Almirante Brown        | 10   | 17 | 2  | 4  | 11 | 8  | 22 | −14  |

|  | Clasificados a la Copa Argentina 2017-18. |

## Resultados

### Primera rueda
| Fecha 1           | Fecha 1   | Fecha 1                | Fecha 1                 | Fecha 1          | Fecha 1 |
| Local             | Resultado | Visitante              | Estadio                 | Fecha            | Hora    |
| ----------------- | --------- | ---------------------- | ----------------------- | ---------------- | ------- |
| Platense          | 2 - 0     | Defensores de Belgrano | Ciudad de Vicente López | 2 de septiembre  | 13:05   |
| Barracas Central  | 2 - 0     | Acasusso               | Claudio Chiqui Tapia    | 2 de septiembre  | 15:30   |
| Tristán Suárez    | 2 - 0     | Fénix                  | 20 de Octubre           | 2 de septiembre  | 15:30   |
| Talleres (RdE)    | 0 - 1     | Sacachispas            | Talleres                | 2 de septiembre  | 18:00   |
| Estudiantes       | 0 - 0     | UAI Urquiza            | Ciudad de Caseros       | 3 de septiembre  | 15:00   |
| Atlanta           | 1 - 0     | Colegiales             | Don León Kolbowsky      | 4 de septiembre  | 21:05   |
| San Miguel        | 2 - 0     | Villa San Carlos       | Malvinas Argentinas     | 26 de septiembre | 15:30   |
| Almirante Brown   | 2 - 2     | Comunicaciones         | Malvinas Argentinas     | 27 de septiembre | 15:30   |
| Deportivo Español | 3 - 1     | San Telmo              | Nueva España            | 27 de septiembre | 15:30   |

| Fecha 2          | Fecha 2   | Fecha 2                | Fecha 2                   | Fecha 2         | Fecha 2 |
| Local            | Resultado | Visitante              | Estadio                   | Fecha           | Hora    |
| ---------------- | --------- | ---------------------- | ------------------------- | --------------- | ------- |
| UAI Urquiza      | 0 - 4     | Tristán Suárez         | Monumental de Villa Lynch | 8 de septiembre | 15:30   |
| Villa San Carlos | 1 - 3     | Estudiantes            | Genacio Sálice            | 8 de septiembre | 15:30   |
| Fénix            | 2 - 3     | Barracas Central       | Malvinas Argentinas       | 8 de septiembre | 15:30   |
| Acassuso         | 3 - 0     | Talleres (RdE)         | República de Italia       | 8 de septiembre | 21:05   |
| San Telmo        | 0 - 1     | Almirante Brown        | Dr. Osvaldo Baletto       | 9 de septiembre | 12:00   |
| Colegiales       | 1 - 3     | Deportivo Español      | Colegiales                | 9 de septiembre | 13:05   |
| Sacachispas      | 0 - 3     | Defensores de Belgrano | Beto Larrosa              | 9 de septiembre | 15:05   |
| Atlanta          | 2 - 1     | Platense               | Don León Kolbowsky        | 9 de septiembre | 20:05   |
| Comunicaciones   | 0 - 0     | San Miguel             | Alfredo Ramos             | 23 de octubre   | 15:30   |

| Fecha 3                | Fecha 3   | Fecha 3          | Fecha 3                   | Fecha 3          | Fecha 3 |
| Local                  | Resultado | Visitante        | Estadio                   | Fecha            | Hora    |
| ---------------------- | --------- | ---------------- | ------------------------- | ---------------- | ------- |
| Estudiantes            | 0 - 2     | Comunicaciones   | Ciudad de Caseros         | 12 de septiembre | 15:30   |
| Barracas Central       | 0 - 1     | UAI Urquiza      | Claudio Chiqui Tapia      | 12 de septiembre | 15:40   |
| Deportivo Español      | 0 - 2     | Atlanta          | Nueva España              | 12 de septiembre | 21:05   |
| Tristán Suárez         | 2 - 0     | Villa San Carlos | 20 de Octubre             | 13 de septiembre | 15:30   |
| Almirante Brown        | 0 - 1     | Colegiales       | Monumental de Villa Lynch | 13 de septiembre | 15:30   |
| Talleres (RdE)         | 0 - 2     | Fénix            | Talleres                  | 13 de septiembre | 15:30   |
| San Miguel             | 1 - 1     | San Telmo        | Malvinas Argentinas       | 13 de septiembre | 15:40   |
| Defensores de Belgrano | 2 - 1     | Acassuso         | Juan Pasquale             | 13 de septiembre | 20:05   |
| Platense               | 0 - 0     | Sacachispas      | Ciudad de Vicente López   | 13 de septiembre | 21:00   |

| Fecha 4           | Fecha 4   | Fecha 4                | Fecha 4                   | Fecha 4          | Fecha 4 |
| Local             | Resultado | Visitante              | Estadio                   | Fecha            | Hora    |
| ----------------- | --------- | ---------------------- | ------------------------- | ---------------- | ------- |
| Villa San Carlos  | 4 - 2     | Barracas Central       | Genacio Sálice            | 16 de septiembre | 13:05   |
| Colegiales        | 2 - 0     | San Miguel             | Colegiales                | 16 de septiembre | 15:30   |
| Comunicaciones    | 0 - 1     | Tristán Suárez         | Alfredo Ramos             | 16 de septiembre | 15:30   |
| Acassuso          | 1 - 0     | Sacachispas            | República de Italia       | 16 de septiembre | 15:30   |
| Atlanta           | 1 - 0     | Almirante Brown        | Don León Kolbowsky        | 16 de septiembre | 20:05   |
| Deportivo Español | 0 - 1     | Platense               | Nueva España              | 17 de septiembre | 13:30   |
| UAI Urquiza       | 0 - 0     | Talleres (RdE)         | Monumental de Villa Lynch | 17 de septiembre | 15:30   |
| Fénix             | 0 - 0     | Defensores de Belgrano | Malvinas Argentinas       | 17 de septiembre | 15:30   |
| San Telmo         | 2 - 1     | Estudiantes            | Dr. Osvaldo Baletto       | 18 de septiembre | 15:30   |

| Fecha 5                | Fecha 5   | Fecha 5           | Fecha 5                      | Fecha 5          | Fecha 5 |
| Local                  | Resultado | Visitante         | Estadio                      | Fecha            | Hora    |
| ---------------------- | --------- | ----------------- | ---------------------------- | ---------------- | ------- |
| Barracas Central       | 1 - 1     | Comunicaciones    | Claudio Chiqui Tapia         | 22 de septiembre | 15:30   |
| Tristán Suárez         | 0 - 1     | San Telmo         | 20 de Octubre                | 22 de septiembre | 15:30   |
| Talleres (RdE)         | 2 - 1     | Villa San Carlos  | Talleres                     | 22 de septiembre | 20:00   |
| San Miguel             | 1 - 0     | Atlanta           | Malvinas Argentinas          | 23 de septiembre | 13:05   |
| Defensores de Belgrano | 0 - 1     | UAI Urquiza       | Juan Pasquale                | 23 de septiembre | 15:30   |
| Sacachispas            | 2 - 3     | Fénix             | Beto Larrosa                 | 23 de septiembre | 15:30   |
| Almirante Brown        | 0 - 2     | Deportivo Español | Fragata Presidente Sarmiento | 24 de septiembre | 13:30   |
| Estudiantes            | 1 - 1     | Colegiales        | Ciudad de Caseros            | 24 de septiembre | 15:30   |
| Platense               | 2 - 0     | Acassuso          | Ciudad de Vicente López      | 26 de septiembre | 21:05   |

| Fecha 6           | Fecha 6   | Fecha 6                | Fecha 6                      | Fecha 6          | Fecha 6 |
| Local             | Resultado | Visitante              | Estadio                      | Fecha            | Hora    |
| ----------------- | --------- | ---------------------- | ---------------------------- | ---------------- | ------- |
| Almirante Brown   | 0 - 2     | Platense               | Fragata Presidente Sarmiento | 30 de septiembre | 13:05   |
| Colegiales        | 0 - 1     | Tristán Suárez         | Colegiales                   | 30 de septiembre | 13:15   |
| Atlanta           | 0 - 1     | Estudiantes            | Don León Kolbowsky           | 30 de septiembre | 20:05   |
| Fénix             | 0 - 0     | Acassuso               | Malvinas Argentinas          | 1 de octubre     | 15:30   |
| Comunicaciones    | 2 - 0     | Talleres (RdE)         | Alfredo Ramos                | 1 de octubre     | 15:30   |
| UAI Urquiza       | 2 - 1     | Sacachispas            | Monumental de Villa Lynch    | 1 de octubre     | 15:30   |
| San Telmo         | 1 - 1     | Barracas Central       | Dr. Osvaldo Baletto          | 2 de octubre     | 15:30   |
| Villa San Carlos  | 0 - 2     | Defensores de Belgrano | Genacio Sálice               | 2 de octubre     | 15:30   |
| Deportivo Español | 0 - 1     | San Miguel             | Nueva España                 | 2 de octubre     | 21:05   |

| Fecha 7                | Fecha 7   | Fecha 7           | Fecha 7                 | Fecha 7      | Fecha 7 |
| Local                  | Resultado | Visitante         | Estadio                 | Fecha        | Hora    |
| ---------------------- | --------- | ----------------- | ----------------------- | ------------ | ------- |
| Tristán Suárez         | 1 - 1     | Atlanta           | 20 de Octubre           | 4 de octubre | 15:30   |
| Platense               | 4 - 0     | Fénix             | Ciudad de Vicente López | 7 de octubre | 13:05   |
| Barracas Central       | 1 - 2     | Colegiales        | Claudio Chiqui Tapia    | 7 de octubre | 13:15   |
| Acassuso               | 0 - 1     | UAI Urquiza       | República de Italia     | 7 de octubre | 15:30   |
| Estudiantes            | 1 - 0     | Deportivo Español | Ciudad de Caseros       | 7 de octubre | 15:30   |
| Defensores de Belgrano | 1 - 2     | Comunicaciones    | Juan Pasquale           | 7 de octubre | 15:30   |
| San Miguel             | 2 - 0     | Almirante Brown   | Malvinas Argentinas     | 8 de octubre | 15:05   |
| Talleres (RdE)         | 3 - 1     | San Telmo         | Talleres                | 8 de octubre | 15:30   |
| Sacachispas            | 1 - 0     | Villa San Carlos  | Beto Larrosa            | 9 de octubre | 15:30   |

| Fecha 8           | Fecha 8   | Fecha 8                | Fecha 8                      | Fecha 8       | Fecha 8 |
| Local             | Resultado | Visitante              | Estadio                      | Fecha         | Hora    |
| ----------------- | --------- | ---------------------- | ---------------------------- | ------------- | ------- |
| Villa San Carlos  | 0 - 0     | Acassuso               | Genacio Sálice               | 13 de octubre | 15:30   |
| UAI Urquiza       | 3 - 1     | Fénix                  | Monumental de Villa Lynch    | 13 de octubre | 15:30   |
| San Miguel        | 1 - 1     | Platense               | Malvinas Argentinas          | 13 de octubre | 15:30   |
| Almirante Brown   | 2 - 0     | Estudiantes            | Fragata Presidente Sarmiento | 14 de octubre | 12:00   |
| Colegiales        | 0 - 0     | Talleres (RdE)         | Colegiales                   | 14 de octubre | 13:00   |
| Atlanta           | 2 - 2     | Barracas Central       | Don León Kolbowsky           | 14 de octubre | 13:05   |
| Comunicaciones    | 1 - 0     | Sacachispas            | Alfredo Ramos                | 14 de octubre | 15:30   |
| Deportivo Español | 0 - 1     | Tristán Suárez         | Nueva España                 | 14 de octubre | 20:05   |
| San Telmo         | 1 - 0     | Defensores de Belgrano | Dr. Osvaldo Baletto          | 15 de octubre | 11:00   |

| Fecha 9                | Fecha 9   | Fecha 9           | Fecha 9                 | Fecha 9        | Fecha 9 |
| Local                  | Resultado | Visitante         | Estadio                 | Fecha          | Hora    |
| ---------------------- | --------- | ----------------- | ----------------------- | -------------- | ------- |
| Acassuso               | 2 - 0     | Comunicaciones    | República de Italia     | 17 de octubre  | 15:30   |
| Barracas Central       | 0 - 0     | Deportivo Español | Claudio Chiqui Tapia    | 17 de octubre  | 15:35   |
| Platense               | 0 - 1     | UAI Urquiza       | Ciudad de Vicente López | 17 de octubre  | 20:05   |
| Defensores de Belgrano | 1 - 0     | Colegiales        | Juan Pasquale           | 18 de octubre  | 15:30   |
| Fénix                  | 3 - 1     | Villa San Carlos  | Malvinas Argentinas     | 18 de octubre  | 15:30   |
| Sacachispas            | 1 - 0     | San Telmo         | Beto Larrosa            | 18 de octubre  | 15:30   |
| Estudiantes            | 4 - 0     | San Miguel        | Ciudad de Caseros       | 18 de octubre  | 15:30   |
| Tristán Suárez         | 3 - 0     | Almirante Brown   | 20 de Octubre           | 18 de octubre  | 15:35   |
| Talleres (RdE)         | 1 - 0     | Atlanta           | Talleres                | 7 de diciembre | 20:05   |

| Fecha 10          | Fecha 10  | Fecha 10               | Fecha 10                  | Fecha 10      | Fecha 10 |
| Local             | Resultado | Visitante              | Estadio                   | Fecha         | Hora     |
| ----------------- | --------- | ---------------------- | ------------------------- | ------------- | -------- |
| Atlanta           | 2 - 0     | Defensores de Belgrano | Don León Kolbowsky        | 28 de octubre | 13:05    |
| Deportivo Español | 2 - 2     | Talleres (RdE)         | Nueva España              | 28 de octubre | 15:30    |
| Colegiales        | 3 - 3     | Sacachispas            | Colegiales                | 28 de octubre | 15:30    |
| Comunicaciones    | 0 - 3     | Fénix                  | Alfredo Ramos             | 28 de octubre | 15:30    |
| San Miguel        | 2 - 2     | Tristán Suárez         | Malvinas Argentinas       | 30 de octubre | 15:05    |
| Villa San Carlos  | 2 - 3     | UAI Urquiza            | Genacio Sálice            | 30 de octubre | 15:30    |
| Almirante Brown   | 0 - 0     | Barracas Central       | Monumental de Villa Lynch | 30 de octubre | 15:30    |
| San Telmo         | 0 - 1     | Acassuso               | Dr. Osvaldo Baletto       | 30 de octubre | 15:30    |
| Estudiantes       | 2 - 1     | Platense               | Ciudad de Caseros         | 31 de octubre | 21:05    |

| Fecha 11               | Fecha 11  | Fecha 11          | Fecha 11                  | Fecha 11       | Fecha 11 |
| Local                  | Resultado | Visitante         | Estadio                   | Fecha          | Hora     |
| ---------------------- | --------- | ----------------- | ------------------------- | -------------- | -------- |
| Tristán Suárez         | 0 - 2     | Estudiantes       | 20 de Octubre             | 4 de noviembre | 13:05    |
| UAI Urquiza            | 0 - 1     | Comunicaciones    | Monumental de Villa Lynch | 4 de noviembre | 15:30    |
| Barracas Central       | 2 - 2     | San Miguel        | Claudio Chiqui Tapia      | 4 de noviembre | 15:30    |
| Platense               | 1 - 1     | Villa San Carlos  | Ciudad de Vicente López   | 4 de noviembre | 15:30    |
| Sacachispas            | 0 - 3     | Atlanta           | Beto Larrosa              | 5 de noviembre | 14:30    |
| Acassuso               | 5 - 0     | Colegiales        | República de Italia       | 5 de noviembre | 15:30    |
| Fénix                  | 0 - 1     | San Telmo         | Malvinas Argentinas       | 6 de noviembre | 15:30    |
| Talleres (RdE)         | 2 - 1     | Almirante Brown   | Talleres                  | 6 de noviembre | 19:45    |
| Defensores de Belgrano | 2 - 0     | Deportivo Español | Juan Pasquale             | 7 de noviembre | 21:05    |

| Fecha 12          | Fecha 12  | Fecha 12               | Fecha 12                     | Fecha 12        | Fecha 12 |
| Local             | Resultado | Visitante              | Estadio                      | Fecha           | Hora     |
| ----------------- | --------- | ---------------------- | ---------------------------- | --------------- | -------- |
| Tristán Suárez    | 0 - 1     | Platense               | 20 de Octubre                | 11 de noviembre | 13:05    |
| Colegiales        | 0 - 1     | Fénix                  | Colegiales                   | 11 de noviembre | 15:30    |
| Almirante Brown   | 0 - 1     | Defensores de Belgrano | Fragata Presidente Sarmiento | 11 de noviembre | 15:35    |
| Comunicaciones    | 3 - 0     | Villa San Carlos       | Alfredo Ramos                | 12 de noviembre | 15:30    |
| San Miguel        | 0 - 2     | Talleres (RdE)         | Malvinas Argentinas          | 12 de noviembre | 15:30    |
| San Telmo         | 0 - 0     | UAI Urquiza            | Dr. Osvaldo Baletto          | 12 de noviembre | 15:30    |
| Deportivo Español | 0 - 0     | Sacachispas            | Nueva España                 | 12 de noviembre | 15:30    |
| Estudiantes       | 1 - 0     | Barracas Central       | Ciudad de Caseros            | 13 de noviembre | 21:05    |
| Atlanta           | 0 - 2     | Acassuso               | Don León Kolbowsky           | 14 de noviembre | 20:05    |

| Fecha 13               | Fecha 13  | Fecha 13          | Fecha 13                  | Fecha 13        | Fecha 13 |
| Local                  | Resultado | Visitante         | Estadio                   | Fecha           | Hora     |
| ---------------------- | --------- | ----------------- | ------------------------- | --------------- | -------- |
| UAI Urquiza            | 0 - 0     | Colegiales        | Monumental de Villa Lynch | 17 de noviembre | 17:00    |
| Sacachispas            | 1 - 1     | Almirante Brown   | Beto Larrosa              | 18 de noviembre | 17:00    |
| Defensores de Belgrano | 3 - 0     | San Miguel        | Juan Pasquale             | 18 de noviembre | 19:05    |
| Villa San Carlos       | 1 - 0     | San Telmo         | Genacio Sálice            | 19 de noviembre | 17:00    |
| Acassuso               | 0 - 0     | Deportivo Español | República de Italia       | 20 de noviembre | 17:00    |
| Platense               | 1 - 1     | Comunicaciones    | Ciudad de Vicente López   | 20 de noviembre | 17:05    |
| Fénix                  | 3 - 1     | Atlanta           | Malvinas Argentinas       | 21 de noviembre | 17:00    |
| Barracas Central       | 1 - 2     | Tristán Suárez    | Claudio Chiqui Tapia      | 21 de noviembre | 17:05    |
| Talleres (RdE)         | 1 - 0     | Estudiantes       | Talleres                  | 21 de noviembre | 21:05    |

| Fecha 14          | Fecha 14  | Fecha 14               | Fecha 14                     | Fecha 14        | Fecha 14 |
| Local             | Resultado | Visitante              | Estadio                      | Fecha           | Hora     |
| ----------------- | --------- | ---------------------- | ---------------------------- | --------------- | -------- |
| San Telmo         | 1 - 0     | Comunicaciones         | Dr. Osvaldo Baletto          | 24 de noviembre | 17:00    |
| San Miguel        | 1 - 1     | Sacachispas            | Malvinas Argentinas          | 24 de noviembre | 17:05    |
| Colegiales        | 1 - 2     | Villa San Carlos       | Colegiales                   | 25 de noviembre | 17:00    |
| Tristán Suárez    | 1 - 2     | Talleres (RdE)         | 20 de Octubre                | 25 de noviembre | 17:00    |
| Barracas Central  | 1 - 0     | Platense               | Claudio Chiqui Tapia         | 25 de noviembre | 17:00    |
| Atlanta           | 0 - 1     | UAI Urquiza            | Don León Kolbowsky           | 25 de noviembre | 19:35    |
| Estudiantes       | 1 - 0     | Defensores de Belgrano | Ciudad de Caseros            | 26 de noviembre | 17:00    |
| Almirante Brown   | 0 - 0     | Acassuso               | Fragata Presidente Sarmiento | 26 de noviembre | 17:00    |
| Deportivo Español | 1 - 1     | Fénix                  | Nueva España                 | 26 de noviembre | 17:00    |

| Fecha 15               | Fecha 15  | Fecha 15          | Fecha 15                  | Fecha 15        | Fecha 15 |
| Local                  | Resultado | Visitante         | Estadio                   | Fecha           | Hora     |
| ---------------------- | --------- | ----------------- | ------------------------- | --------------- | -------- |
| Comunicaciones         | 0 - 1     | Colegiales        | Alfredo Ramos             | 28 de noviembre | 17:00    |
| Platense               | 4 - 0     | San Telmo         | Ciudad de Vicente López   | 28 de noviembre | 21:05    |
| Villa San Carlos       | 1 - 0     | Atlanta           | Genacio Sálice            | 29 de noviembre | 17:00    |
| UAI Urquiza            | 1 - 2     | Deportivo Español | Monumental de Villa Lynch | 29 de noviembre | 17:00    |
| Fénix                  | 3 - 1     | Almirante Brown   | Malvinas Argentinas       | 29 de noviembre | 17:00    |
| Sacachispas            | 0 - 2     | Estudiantes       | Beto Larrosa              | 29 de noviembre | 17:00    |
| Defensores de Belgrano | 2 - 0     | Tristán Suárez    | Juan Pasquale             | 29 de noviembre | 17:05    |
| Acassuso               | 1 - 1     | San Miguel        | República de Italia       | 30 de noviembre | 20:05    |
| Talleres (RdE)         | 2 - 0     | Barracas Central  | Talleres                  | 25 de enero     | 17:05    |

| Fecha 16          | Fecha 16  | Fecha 16               | Fecha 16                     | Fecha 16       | Fecha 16 |
| Local             | Resultado | Visitante              | Estadio                      | Fecha          | Hora     |
| ----------------- | --------- | ---------------------- | ---------------------------- | -------------- | -------- |
| Colegiales        | 0 - 1     | San Telmo              | Colegiales                   | 2 de diciembre | 17:00    |
| Tristán Suárez    | 2 - 0     | Sacachispas            | 20 de Octubre                | 2 de diciembre | 17:05    |
| Talleres (RdE)    | 0 - 2     | Platense               | Talleres                     | 3 de diciembre | 17:00    |
| Almirante Brown   | 0 - 1     | UAI Urquiza            | Fragata Presidente Sarmiento | 3 de diciembre | 17:00    |
| Atlanta           | 2 - 0     | Comunicaciones         | Don León Kolbowsky           | 3 de diciembre | 20:30    |
| Deportivo Español | 0 - 0     | Villa San Carlos       | Nueva España                 | 4 de diciembre | 17:00    |
| Barracas Central  | 0 - 3     | Defensores de Belgrano | Claudio Chiqui Tapia         | 4 de diciembre | 17:00    |
| San Miguel        | 2 - 0     | Fénix                  | Malvinas Argentinas          | 5 de diciembre | 17:00    |
| Estudiantes       | 0 - 0     | Acassuso               | Ciudad de Caseros            | 5 de diciembre | 21:05    |

| Fecha 17               | Fecha 17  | Fecha 17          | Fecha 17                  | Fecha 17        | Fecha 17 |
| Local                  | Resultado | Visitante         | Estadio                   | Fecha           | Hora     |
| ---------------------- | --------- | ----------------- | ------------------------- | --------------- | -------- |
| Villa San Carlos       | 1 - 0     | Almirante Brown   | Genacio Sálice            | 8 de diciembre  | 17:00    |
| Acassuso               | 3 - 1     | Tristán Suárez    | República de Italia       | 9 de diciembre  | 17:00    |
| UAI Urquiza            | 2 - 1     | San Miguel        | Monumental de Villa Lynch | 9 de diciembre  | 17:00    |
| Fénix                  | 0 - 1     | Estudiantes       | Malvinas Argentinas       | 10 de diciembre | 17:05    |
| San Telmo              | 1 - 2     | Atlanta           | Dr. Osvaldo Baletto       | 11 de diciembre | 17:00    |
| Platense               | 3 - 1     | Colegiales        | Ciudad de Vicente López   | 12 de diciembre | 21:05    |
| Defensores de Belgrano | 1 - 1     | Talleres (RdE)    | Juan Pasquale             | 21 de febrero   | 21:05    |
| Comunicaciones         | 3 - 0     | Deportivo Español | Alfredo Ramos             | 22 de febrero   | 17:00    |
| Sacachispas            | 0 - 0     | Barracas Central  | Beto Larrosa              | 28 de febrero   | 17:00    |

| 1. 2. 3. 4. 5. 6. |

### Segunda rueda
| Fecha 18               | Fecha 18  | Fecha 18          | Fecha 18                  | Fecha 18    | Fecha 18 |
| Local                  | Resultado | Visitante         | Estadio                   | Fecha       | Hora     |
| ---------------------- | --------- | ----------------- | ------------------------- | ----------- | -------- |
| Fénix                  | 3 - 2     | Tristán Suárez    | Malvinas Argentinas       | 27 de enero | 17:00    |
| Colegiales             | 3 - 3     | Atlanta           | Colegiales                | 27 de enero | 17:00    |
| Comunicaciones         | 1 - 2     | Almirante Brown   | Alfredo Ramos             | 27 de enero | 17:05    |
| UAI Urquiza            | 0 - 0     | Estudiantes       | Monumental de Villa Lynch | 27 de enero | 17:05    |
| San Telmo              | 2 - 1     | Deportivo Español | Monumental de Villa Lynch | 28 de enero | 17:00    |
| Villa San Carlos       | 2 - 2     | San Miguel        | Genacio Sálice            | 28 de enero | 17:05    |
| Sacachispas            | 1 - 0     | Talleres (RdE)    | Beto Larrosa              | 29 de enero | 17:00    |
| Acassuso               | 1 - 1     | Barracas Central  | República de Italia       | 29 de enero | 21:05    |
| Defensores de Belgrano | 0 - 1     | Platense          | Juan Pasquale             | 30 de enero | 21:05    |

| Fecha 19               | Fecha 19  | Fecha 19         | Fecha 19                     | Fecha 19     | Fecha 19 |
| Local                  | Resultado | Visitante        | Estadio                      | Fecha        | Hora     |
| ---------------------- | --------- | ---------------- | ---------------------------- | ------------ | -------- |
| San Miguel             | 0 - 3     | Comunicaciones   | Malvinas Argentinas          | 2 de febrero | 17:00    |
| Estudiantes            | 1 - 1     | Villa San Carlos | Ciudad de Caseros            | 2 de febrero | 17:00    |
| Tristán Suárez         | 2 - 0     | UAI Urquiza      | 20 de Octubre                | 2 de febrero | 17:00    |
| Talleres (RdE)         | 0 - 0     | Acassuso         | Talleres                     | 2 de febrero | 20:15    |
| Almirante Brown        | 0 - 1     | San Telmo        | Fragata Presidente Sarmiento | 3 de febrero | 17:00    |
| Deportivo Español      | 2 - 2     | Colegiales       | Nueva España                 | 3 de febrero | 17:00    |
| Barracas Central       | 2 - 1     | Fénix            | Claudio Chiqui Tapia         | 3 de febrero | 17:00    |
| Platense               | 2 - 1     | Atlanta          | Ciudad de Vicente López      | 3 de febrero | 19:15    |
| Defensores de Belgrano | 2 - 1     | Sacachispas      | Juan Pasquale                | 4 de febrero | 17:00    |

| Fecha 20         | Fecha 20  | Fecha 20               | Fecha 20                  | Fecha 20     | Fecha 20 |
| Local            | Resultado | Visitante              | Estadio                   | Fecha        | Hora     |
| ---------------- | --------- | ---------------------- | ------------------------- | ------------ | -------- |
| Fénix            | 1 - 1     | Talleres (RdE)         | Malvinas Argentinas       | 6 de febrero | 17:00    |
| Colegiales       | 0 - 1     | Almirante Brown        | Colegiales                | 6 de febrero | 17:00    |
| Comunicaciones   | 0 - 2     | Estudiantes            | Alfredo Ramos             | 6 de febrero | 17:05    |
| San Telmo        | 0 - 0     | San Miguel             | Nueva España              | 6 de febrero | 17:30    |
| Atlanta          | 2 - 0     | Deportivo Español      | Don León Kolbowsky        | 6 de febrero | 20:05    |
| UAI Urquiza      | 1 - 2     | Barracas Central       | Monumental de Villa Lynch | 7 de febrero | 17:00    |
| Sacachispas      | 1 - 2     | Platense               | Beto Larrosa              | 7 de febrero | 17:05    |
| Villa San Carlos | 2 - 1     | Tristán Suárez         | Genacio Sálice            | 7 de febrero | 17:15    |
| Acassuso         | 0 - 0     | Defensores de Belgrano | República de Italia       | 7 de febrero | 21:05    |

| Fecha 21               | Fecha 21  | Fecha 21          | Fecha 21                     | Fecha 21      | Fecha 21 |
| Local                  | Resultado | Visitante         | Estadio                      | Fecha         | Hora     |
| ---------------------- | --------- | ----------------- | ---------------------------- | ------------- | -------- |
| Barracas Central       | 3 - 1     | Villa San Carlos  | Claudio Chiqui Tapia         | 10 de febrero | 17:00    |
| Almirante Brown        | 0 - 1     | Atlanta           | Fragata Presidente Sarmiento | 10 de febrero | 17:00    |
| Estudiantes            | 2 - 0     | San Telmo         | Ciudad de Caseros            | 10 de febrero | 17:05    |
| Defensores de Belgrano | 2 - 2     | Fénix             | Juan Pasquale                | 12 de febrero | 17:00    |
| Sacachispas            | 3 - 2     | Acassuso          | Beto Larrosa                 | 12 de febrero | 17:00    |
| San Miguel             | 0 - 1     | Colegiales        | Malvinas Argentinas          | 12 de febrero | 17:00    |
| Tristán Suárez         | 2 - 0     | Comunicaciones    | 20 de Octubre                | 12 de febrero | 17:00    |
| Talleres (RdE)         | 1 - 0     | UAI Urquiza       | Talleres                     | 12 de febrero | 20:00    |
| Platense               | 2 - 0     | Deportivo Español | Ciudad de Vicente López      | 13 de febrero | 19:05    |

| Fecha 22          | Fecha 22  | Fecha 22               | Fecha 22                  | Fecha 22      | Fecha 22 |
| Local             | Resultado | Visitante              | Estadio                   | Fecha         | Hora     |
| ----------------- | --------- | ---------------------- | ------------------------- | ------------- | -------- |
| Colegiales        | 2 - 2     | Estudiantes            | Colegiales                | 16 de febrero | 17:00    |
| Fénix             | 1 - 2     | Sacachispas            | Malvinas Argentinas       | 17 de febrero | 17:00    |
| UAI Urquiza       | 2 - 0     | Defensores de Belgrano | Monumental de Villa Lynch | 17 de febrero | 17:00    |
| Comunicaciones    | 1 - 3     | Barracas Central       | Alfredo Ramos             | 17 de febrero | 17:00    |
| Villa San Carlos  | 1 - 2     | Talleres (RdE)         | Genacio Sálice            | 17 de febrero | 17:00    |
| Acassuso          | 3 - 0     | Platense               | República de Italia       | 17 de febrero | 19:05    |
| Deportivo Español | 4 - 2     | Almirante Brown        | Nueva España              | 18 de febrero | 17:00    |
| San Telmo         | 3 - 3     | Tristán Suárez         | Dr. Osvaldo Baletto       | 19 de febrero | 17:00    |
| Atlanta           | 2 - 0     | San Miguel             | Don León Kolbowsky        | 19 de febrero | 21:00    |

| Fecha 23               | Fecha 23  | Fecha 23          | Fecha 23                | Fecha 23      | Fecha 23 |
| Local                  | Resultado | Visitante         | Estadio                 | Fecha         | Hora     |
| ---------------------- | --------- | ----------------- | ----------------------- | ------------- | -------- |
| Barracas Central       | 2 - 0     | San Telmo         | Claudio Chiqui Tapia    | 23 de febrero | 17:00    |
| Estudiantes            | 1 - 0     | Atlanta           | Ciudad de Caseros       | 24 de febrero | 17:00    |
| Sacachispas            | 2 - 1     | UAI Urquiza       | Beto Larrosa            | 24 de febrero | 17:00    |
| Acassuso               | 0 - 0     | Fénix             | República de Italia     | 24 de febrero | 17:00    |
| Platense               | 2 - 1     | Almirante Brown   | Ciudad de Vicente López | 24 de febrero | 17:05    |
| Tristán Suárez         | 2 - 0     | Colegiales        | 20 de Octubre           | 25 de febrero | 17:00    |
| San Miguel             | 1 - 0     | Deportivo Español | Malvinas Argentinas     | 26 de febrero | 17:00    |
| Talleres (RdE)         | 1 - 0     | Comunicaciones    | Talleres                | 26 de febrero | 20:00    |
| Defensores de Belgrano | 0 - 0     | Villa San Carlos  | Juan Pasquale           | 28 de febrero | 21:40    |

| Fecha 24          | Fecha 24  | Fecha 24               | Fecha 24                     | Fecha 24   | Fecha 24 |
| Local             | Resultado | Visitante              | Estadio                      | Fecha      | Hora     |
| ----------------- | --------- | ---------------------- | ---------------------------- | ---------- | -------- |
| Almirante Brown   | 1 - 2     | San Miguel             | Fragata Presidente Sarmiento | 3 de marzo | 17:00    |
| UAI Urquiza       | 1 - 3     | Acassuso               | Monumental de Villa Lynch    | 4 de marzo | 17:00    |
| Comunicaciones    | 0 - 0     | Defensores de Belgrano | Alfredo Ramos                | 4 de marzo | 17:00    |
| Fénix             | 0 - 0     | Platense               | Malvinas Argentinas          | 4 de marzo | 17:05    |
| Deportivo Español | 1 - 3     | Estudiantes            | Nueva España                 | 4 de marzo | 19:05    |
| Colegiales        | 1 - 1     | Barracas Central       | Colegiales                   | 5 de marzo | 17:00    |
| San Telmo         | 0 - 0     | Talleres (RdE)         | Dr. Osvaldo Baletto          | 5 de marzo | 17:00    |
| Villa San Carlos  | 3 - 1     | Sacachispas            | Genacio Sálice               | 6 de marzo | 17:00    |
| Atlanta           | 1 - 1     | Tristán Suárez         | Don León Kolbowsky           | 6 de marzo | 21:05    |

| Fecha 25               | Fecha 25  | Fecha 25          | Fecha 25                | Fecha 25    | Fecha 25 |
| Local                  | Resultado | Visitante         | Estadio                 | Fecha       | Hora     |
| ---------------------- | --------- | ----------------- | ----------------------- | ----------- | -------- |
| Fénix                  | 0 - 0     | UAI Urquiza       | Malvinas Argentinas     | 9 de marzo  | 17:00    |
| Talleres (RdE)         | 1 - 2     | Colegiales        | Talleres                | 9 de marzo  | 20:00    |
| Estudiantes            | 1 - 1     | Almirante Brown   | Ciudad de Caseros       | 9 de marzo  | 20:05    |
| Platense               | 0 - 0     | San Miguel        | Ciudad de Vicente López | 9 de marzo  | 21:00    |
| Tristán Suárez         | 1 - 1     | Deportivo Español | 20 de Octubre           | 10 de marzo | 17:00    |
| Defensores de Belgrano | 2 - 2     | San Telmo         | Juan Pasquale           | 10 de marzo | 17:00    |
| Acassuso               | 2 - 0     | Villa San Carlos  | República de Italia     | 10 de marzo | 17:00    |
| Barracas Central       | 3 - 1     | Atlanta           | Claudio Chiqui Tapia    | 10 de marzo | 17:00    |
| Sacachispas            | 2 - 1     | Comunicaciones    | Beto Larrosa            | 11 de marzo | 17:00    |

| Fecha 26          | Fecha 26  | Fecha 26               | Fecha 26                  | Fecha 26    | Fecha 26 |
| Local             | Resultado | Visitante              | Estadio                   | Fecha       | Hora     |
| ----------------- | --------- | ---------------------- | ------------------------- | ----------- | -------- |
| Colegiales        | 1 - 3     | Defensores de Belgrano | Colegiales                | 13 de marzo | 17:00    |
| San Miguel        | 3 - 0     | Estudiantes            | Malvinas Argentinas       | 14 de marzo | 15:10    |
| UAI Urquiza       | 0 - 0     | Platense               | Monumental de Villa Lynch | 14 de marzo | 15:10    |
| San Telmo         | 0 - 0     | Sacachispas            | Dr. Osvaldo Baletto       | 14 de marzo | 16:00    |
| Atlanta           | 3 - 0     | Talleres (RdE)         | Don León Kolbowsky        | 14 de marzo | 16:00    |
| Comunicaciones    | 1 - 0     | Acassuso               | Alfredo Ramos             | 14 de marzo | 16:00    |
| Villa San Carlos  | 2 - 1     | Fénix                  | Genacio Sálice            | 14 de marzo | 16:35    |
| Deportivo Español | 1 - 0     | Barracas Central       | Nueva España              | 15 de marzo | 16:05    |
| Almirante Brown   | 2 - 0     | Tristán Suárez         | Talleres                  | 4 de abril  | 15:30    |

| Fecha 27               | Fecha 27  | Fecha 27          | Fecha 27                  | Fecha 27    | Fecha 27 |
| Local                  | Resultado | Visitante         | Estadio                   | Fecha       | Hora     |
| ---------------------- | --------- | ----------------- | ------------------------- | ----------- | -------- |
| Defensores de Belgrano | 1 - 1     | Atlanta           | Juan Pasquale             | 17 de marzo | 13:10    |
| Sacachispas            | 0 - 3     | Colegiales        | Beto Larrosa              | 18 de marzo | 16:00    |
| Acassuso               | 1 - 0     | San Telmo         | República de Italia       | 18 de marzo | 16:00    |
| Fénix                  | 1 - 1     | Comunicaciones    | Malvinas Argentinas       | 18 de marzo | 16:00    |
| Tristán Suárez         | 2 - 3     | San Miguel        | 20 de Octubre             | 19 de marzo | 15:05    |
| UAI Urquiza            | 1 - 1     | Villa San Carlos  | Monumental de Villa Lynch | 19 de marzo | 16:00    |
| Talleres (RdE)         | 1 - 1     | Deportivo Español | Talleres                  | 19 de marzo | 16:00    |
| Barracas Central       | 3 - 1     | Almirante Brown   | Claudio Chiqui Tapia      | 19 de marzo | 16:00    |
| Platense               | 0 - 1     | Estudiantes       | Ciudad de Vicente López   | 20 de marzo | 21:05    |

| Fecha 28          | Fecha 28  | Fecha 28               | Fecha 28                     | Fecha 28    | Fecha 28 |
| Local             | Resultado | Visitante              | Estadio                      | Fecha       | Hora     |
| ----------------- | --------- | ---------------------- | ---------------------------- | ----------- | -------- |
| Almirante Brown   | 2 - 0     | Talleres (RdE)         | Fragata Presidente Sarmiento | 24 de marzo | 12:00    |
| Comunicaciones    | 3 - 1     | UAI Urquiza            | Alfredo Ramos                | 24 de marzo | 16:00    |
| San Miguel        | 1 - 2     | Barracas Central       | Malvinas Argentinas          | 24 de marzo | 16:00    |
| Villa San Carlos  | 0 - 1     | Platense               | Genacio Sálice               | 25 de marzo | 15:05    |
| San Telmo         | 3 - 1     | Fénix                  | Dr. Osvaldo Baletto          | 25 de marzo | 16:00    |
| Colegiales        | 0 - 1     | Acassuso               | Colegiales                   | 25 de marzo | 16:00    |
| Deportivo Español | 0 - 1     | Defensores de Belgrano | Nueva España                 | 25 de marzo | 16:00    |
| Atlanta           | 1 - 0     | Sacachispas            | Don León Kolbowsky           | 25 de marzo | 16:35    |
| Estudiantes       | 1 - 1     | Tristán Suárez         | Ciudad de Caseros            | 25 de marzo | 17:10    |

| Fecha 29               | Fecha 29  | Fecha 29          | Fecha 29                  | Fecha 29    | Fecha 29 |
| Local                  | Resultado | Visitante         | Estadio                   | Fecha       | Hora     |
| ---------------------- | --------- | ----------------- | ------------------------- | ----------- | -------- |
| Platense               | 1 - 1     | Tristán Suárez    | Ciudad de Vicente López   | 30 de marzo | 15:05    |
| Talleres (RdE)         | 1 - 1     | San Miguel        | Talleres                  | 30 de marzo | 16:00    |
| Barracas Central       | 1 - 1     | Estudiantes       | Claudio Chiqui Tapia      | 31 de marzo | 13:35    |
| UAI Urquiza            | 0 - 0     | San Telmo         | Monumental de Villa Lynch | 31 de marzo | 16:00    |
| Defensores de Belgrano | 2 - 1     | Almirante Brown   | Juan Pasquale             | 31 de marzo | 17:35    |
| Acassuso               | 1 - 1     | Atlanta           | República de Italia       | 2 de abril  | 15:00    |
| Sacachispas            | 3 - 2     | Deportivo Español | Claudio Chiqui Tapia      | 2 de abril  | 15:30    |
| Villa San Carlos       | 4 - 1     | Comunicaciones    | Genacio Sálice            | 2 de abril  | 15:30    |
| Fénix                  | 0 - 2     | Colegiales        | Malvinas Argentinas       | 3 de abril  | 15:30    |

| Fecha 30          | Fecha 30  | Fecha 30               | Fecha 30                     | Fecha 30   | Fecha 30 |
| Local             | Resultado | Visitante              | Estadio                      | Fecha      | Hora     |
| ----------------- | --------- | ---------------------- | ---------------------------- | ---------- | -------- |
| San Telmo         | 1 - 1     | Villa San Carlos       | Dr. Osvaldo Baletto          | 6 de abril | 15:30    |
| San Miguel        | 0 - 0     | Defensores de Belgrano | Malvinas Argentinas          | 6 de abril | 15:35    |
| Colegiales        | 0 - 2     | UAI Urquiza            | Colegiales                   | 7 de abril | 15:30    |
| Deportivo Español | 0 - 0     | Acassuso               | Nueva España                 | 7 de abril | 15:30    |
| Tristán Suárez    | 0 - 1     | Barracas Central       | 20 de Octubre                | 7 de abril | 15:30    |
| Atlanta           | 1 - 1     | Fénix                  | Don León Kolbovsky           | 7 de abril | 15:35    |
| Almirante Brown   | 2 - 2     | Sacachispas            | Fragata Presidente Sarmiento | 8 de abril | 12:00    |
| Comunicaciones    | 3 - 3     | Platense               | Alfredo Ramos                | 8 de abril | 15:05    |
| Estudiantes       | 3 - 2     | Talleres (RdE)         | Ciudad de Caseros            | 8 de abril | 15:10    |

| Fecha 31               | Fecha 31  | Fecha 31          | Fecha 31                  | Fecha 31    | Fecha 31 |
| Local                  | Resultado | Visitante         | Estadio                   | Fecha       | Hora     |
| ---------------------- | --------- | ----------------- | ------------------------- | ----------- | -------- |
| UAI Urquiza            | 1 - 0     | Atlanta           | Monumental de Villa Lynch | 13 de abril | 15:30    |
| Fénix                  | 2 - 0     | Deportivo Español | Malvinas Argentinas       | 13 de abril | 15:30    |
| Acassuso               | 1 - 0     | Almirante Brown   | República de Italia       | 13 de abril | 15:30    |
| Talleres (RdE)         | 1 - 0     | Tristán Suárez    | Talleres                  | 13 de abril | 20:00    |
| Platense               | 1 - 0     | Barracas Central  | Ciudad de Vicente López   | 13 de abril | 20:05    |
| Defensores de Belgrano | 1 - 0     | Estudiantes       | Juan Pasquale             | 13 de abril | 20:05    |
| Villa San Carlos       | 0 - 2     | Colegiales        | Genacio Sálice            | 14 de abril | 12:00    |
| Sacachispas            | 3 - 0     | San Miguel        | Beto Larrosa              | 14 de abril | 15:30    |
| Comunicaciones         | 1 - 2     | San Telmo         | Alfredo Ramos             | 14 de abril | 15:30    |

| Fecha 32          | Fecha 32  | Fecha 32               | Fecha 32             | Fecha 32    | Fecha 32 |
| Local             | Resultado | Visitante              | Estadio              | Fecha       | Hora     |
| ----------------- | --------- | ---------------------- | -------------------- | ----------- | -------- |
| Barracas Central  | 0 - 0     | Talleres (RdE)         | Claudio Chiqui Tapia | 17 de abril | 15:30    |
| Tristán Suárez    | 2 - 0     | Defensores de Belgrano | 20 de Octubre        | 17 de abril | 15:30    |
| Estudiantes       | 0 - 0     | Sacachispas            | Ciudad de Caseros    | 17 de abril | 21:05    |
| Almirante Brown   | 0 - 0     | Fénix                  | República de Italia  | 18 de abril | 15:30    |
| San Miguel        | 0 - 1     | Acassuso               | Malvinas Argentinas  | 18 de abril | 15:30    |
| San Telmo         | 0 - 1     | Platense               | Dr. Osvaldo Baletto  | 18 de abril | 15:35    |
| Deportivo Español | 1 - 0     | UAI Urquiza            | Nueva España         | 18 de abril | 15:40    |
| Colegiales        | 1 - 3     | Comunicaciones         | Colegiales           | 18 de abril | 16:05    |
| Atlanta           | 2 - 0     | Villa San Carlos       | Don León Kolbovsky   | 18 de abril | 20:05    |

| Fecha 33               | Fecha 33  | Fecha 33          | Fecha 33                  | Fecha 33    | Fecha 33 |
| Local                  | Resultado | Visitante         | Estadio                   | Fecha       | Hora     |
| ---------------------- | --------- | ----------------- | ------------------------- | ----------- | -------- |
| Defensores de Belgrano | 2 - 2     | Barracas Central  | Juan Pasquale             | 21 de abril | 13:05    |
| Acassuso               | 1 - 2     | Estudiantes       | República de Italia       | 22 de abril | 14:35    |
| Comunicaciones         | 1 - 2     | Atlanta           | Alfredo Ramos             | 22 de abril | 15:30    |
| Sacachispas            | 2 - 2     | Tristán Suárez    | Beto Larrosa              | 22 de abril | 15:30    |
| San Telmo              | 0 - 1     | Colegiales        | Dr. Osvaldo Baletto       | 23 de abril | 15:30    |
| UAI Urquiza            | 1 - 1     | Almirante Brown   | Monumental de Villa Lynch | 23 de abril | 15:30    |
| Villa San Carlos       | 1 - 0     | Deportivo Español | Génacio Sálice            | 23 de abril | 15:30    |
| Fénix                  | 1 - 1     | San Miguel        | Ricardo Puga              | 23 de abril | 15:30    |
| Platense               | 3 - 0     | Talleres (RdE)    | Ciudad de Vicente López   | 23 de abril | 21:05    |

| Fecha 34          | Fecha 34  | Fecha 34               | Fecha 34                     | Fecha 34    | Fecha 34 |
| Local             | Resultado | Visitante              | Estadio                      | Fecha       | Hora     |
| ----------------- | --------- | ---------------------- | ---------------------------- | ----------- | -------- |
| Colegiales        | 0 - 0     | Platense               | Colegiales                   | 28 de abril | 13:30    |
| Estudiantes       | 2 - 1     | Fénix                  | Ciudad de Caseros            | 28 de abril | 13:30    |
| Tristán Suárez    | 3 - 2     | Acassuso               | 20 de Octubre                | 28 de abril | 15:30    |
| Atlanta           | 1 - 2     | San Telmo              | Don León Kolbovsky           | 28 de abril | 15:30    |
| San Miguel        | 1 - 0     | UAI Urquiza            | Malvinas Argentinas          | 28 de abril | 15:30    |
| Barracas Central  | 3 - 1     | Sacachispas            | Claudio Chiqui Tapia         | 28 de abril | 15:30    |
| Almirante Brown   | 2 - 1     | Villa San Carlos       | Fragata Presidente Sarmiento | 28 de abril | 15:35    |
| Talleres (RdE)    | 3 - 1     | Defensores de Belgrano | Talleres                     | 29 de abril | 12:00    |
| Deportivo Español | 0 - 0     | Comunicaciones         | Nueva España                 | 29 de abril | 15:30    |

| 1. 2. 3. |

### Partido de desempate del primer puesto
Platense y Estudiantes terminaron empatados en el primer lugar de la tabla final de posiciones. Jugaron un partido de desempate, para definir al campeón y primer ascendido a la Primera B Nacional, que finalizó igualado, por lo que se debió disputar un tiempo suplementario.
| Platense | 1 - 0 (t.s.) | Estudiantes | Ciudad de Lanús | 2 de mayo | 19:40 |

## Torneo reducido por el segundo ascenso
Los 8 equipos ubicados del 2.º al 9.º lugar de la tabla final de posiciones se ordenaron del 1 al 8 y participan del Reducido, un minitorneo por eliminación directa, en el que se emparejaron, respectivamente, los mejor con los peor posicionados en la tabla. Luego se reordenaron y se enfrentaron de la misma manera.
Los cuartos de final se disputaron a un solo partido, en el estadio del mejor ubicado. De haber terminado empatado, fue este último equipo el que clasificó a la instancia siguiente. Las semifinales y la final se jugaron a doble partido, actuando como local en el de vuelta el equipo con mejor ubicación. En caso de empate tras completar la serie, la definición se operó mediante la ejecución de tiros desde el punto penal.

### Cuadro de desarrollo
|  | Cuartos de final | Cuartos de final              | Cuartos de final |                |   | Semifinales            | Semifinales     | Semifinales     | Semifinales     | Semifinales     |  |   | Final                  | Final           | Final           | Final           | Final           |  |
|  | 5 y 6 de mayo    | 5 y 6 de mayo                 | 5 y 6 de mayo    |                |   | 10 y 15 de mayo        | 10 y 15 de mayo | 10 y 15 de mayo | 10 y 15 de mayo | 10 y 15 de mayo |  |   | 19 y 26 de mayo        | 19 y 26 de mayo | 19 y 26 de mayo | 19 y 26 de mayo | 19 y 26 de mayo |  |
|  |                  |                               |                  |                |   |                        |                 |                 |                 |                 |  |   |                        |                 |                 |                 |                 |  |
|  |                  |                               |                  |                |   |                        |                 |                 |                 |                 |  |   |                        |                 |                 |                 |                 |  |
|  | 4                | Defensores de Belgrano (v.d.) | 0                |                |   |                        |                 |                 |                 |                 |  |   |                        |                 |                 |                 |                 |  |
|  | 4                | Defensores de Belgrano (v.d.) | 0                |                |   |                        |                 |                 |                 |                 |  |   |                        |                 |                 |                 |                 |  |
|  | 5                | Barracas Central              | 0                |                |   |                        |                 |                 |                 |                 |  |   |                        |                 |                 |                 |                 |  |
|  | 5                | Barracas Central              | 0                |                | 2 | Defensores de Belgrano | 0               | 1               | 1               |                 |  |   |                        |                 |                 |                 |                 |  |
|  |                  |                               |                  |                | 2 | Defensores de Belgrano | 0               | 1               | 1               |                 |  |   |                        |                 |                 |                 |                 |  |
|  |                  |                               | 3                | Tristán Suárez | 0 | 0                      | 0               |                 |                 |                 |  |   |                        |                 |                 |                 |                 |  |
|  | 3                | Atlanta                       | 3                | Tristán Suárez | 0 | 0                      | 0               | 0               |                 |                 |  |   |                        |                 |                 |                 |                 |  |
|  | 3                | Atlanta                       |                  |                |   |                        |                 |                 |                 |                 |  |   |                        |                 |                 |                 |                 |  |
|  | 6                | Tristán Suárez                | 1                |                |   |                        |                 |                 |                 |                 |  |   |                        |                 |                 |                 |                 |  |
|  | 6                | Tristán Suárez                | 1                |                |   |                        |                 |                 |                 |                 |  | 1 | Defensores de Belgrano | 0               | 1               | 1 (4)           |                 |  |
|  |                  |                               |                  |                |   |                        |                 |                 |                 |                 |  | 1 | Defensores de Belgrano | 0               | 1               | 1 (4)           |                 |  |
|  |                  |                               | 2                | UAI Urquiza    | 0 | 1                      | 1 (2)           |                 |                 |                 |  |   |                        |                 |                 |                 |                 |  |
|  | 1                | Estudiantes                   | 2                | UAI Urquiza    | 0 | 1                      | 1 (2)           | 4               |                 |                 |  |   |                        |                 |                 |                 |                 |  |
|  | 1                | Estudiantes                   |                  |                |   |                        |                 |                 |                 |                 |  |   |                        |                 |                 |                 |                 |  |
|  | 8                | Talleres (RdE)                | 1                |                |   |                        |                 |                 |                 |                 |  |   |                        |                 |                 |                 |                 |  |
|  | 8                | Talleres (RdE)                | 1                |                | 1 | Estudiantes            | 1               | 2               | 3               |                 |  |   |                        |                 |                 |                 |                 |  |
|  |                  |                               |                  |                | 1 | Estudiantes            | 1               | 2               | 3               |                 |  |   |                        |                 |                 |                 |                 |  |
|  |                  |                               | 4                | UAI Urquiza    | 3 | 1                      | 4               |                 |                 |                 |  |   |                        |                 |                 |                 |                 |  |
|  | 2                | Acassuso                      | 4                | UAI Urquiza    | 3 | 1                      | 4               | 0               |                 |                 |  |   |                        |                 |                 |                 |                 |  |
|  | 2                | Acassuso                      |                  |                |   |                        |                 |                 |                 |                 |  |   |                        |                 |                 |                 |                 |  |
|  | 7                | UAI Urquiza                   | 1                |                |   |                        |                 |                 |                 |                 |  |   |                        |                 |                 |                 |                 |  |
|  | 7                | UAI Urquiza                   | 1                |                |   |                        |                 |                 |                 |                 |  |   |                        |                 |                 |                 |                 |  |
|  |                  |                               |                  |                |   |                        |                 |                 |                 |                 |  |   |                        |                 |                 |                 |                 |  |

- Nota: En los cuartos de final, el equipo ubicado en la primera línea es el que ejerce la localía. En las semifinales y la final, lo hizo en el partido de vuelta.

### Cuartos de final
| 5 de mayo, 17:05 | Defensores de Belgrano | 0:0     | Barracas Central | Estadio Juan Pasquale, Buenos Aires                      |                                                          |
|                  |                        | Reporte |                  | Asistencia: 2800 espectadores Árbitro(s): Martín Gonaldi | Asistencia: 2800 espectadores Árbitro(s): Martín Gonaldi |

| 5 de mayo, 20:05 | Atlanta | 0:1 (0:0) | Tristán Suárez | Estadio Don León Kolbowsky, Buenos Aires                    |                                                             |
|                  |         | Reporte   | Salmerón 74'   | Asistencia: 7800 espectadores Árbitro(s): Lucas Di Bastiano | Asistencia: 7800 espectadores Árbitro(s): Lucas Di Bastiano |

| 6 de mayo, 13:05 | Estudiantes                                            | 4:1 (2:1) | Talleres (RdE) | Estadio Ciudad de Caseros, Caseros |                            |
|                  | Sayavedra 4' · J.M. Torres 20' · Jaime 62' · Rosso 90' | Reporte   | Carboni 11'    | Árbitro(s): Paulo Vigliano         | Árbitro(s): Paulo Vigliano |

| 6 de mayo, 19:00 | Acassuso | 0:1 (0:1) | UAI Urquiza | Estadio República de Italia, Ciudad Evita |                            |
|                  |          | Reporte   | E. Díaz 8'  | Árbitro(s): Mauro Biasutto                | Árbitro(s): Mauro Biasutto |

### Semifinales
| 10 de mayo, 15:35 | UAI Urquiza                            | 3:1 (1:1) | Estudiantes | Estadio Monumental de Villa Lynch, Villa Lynch |                           |
|                   | E. Díaz 30' (p), 70' (p) · Mazur 90+2' | Reporte   | Tovo 12'    | Árbitro(s): Pablo Giménez                      | Árbitro(s): Pablo Giménez |

| 15 de mayo, 20:15 | Estudiantes              | 2:1 (1:1) | UAI Urquiza  | Estadio Ciudad de Caseros, Caseros |                           |
|                   | Garay 33' · Figueroa 79' | Reporte   | Landriel 20' | Árbitro(s): José Carreras          | Árbitro(s): José Carreras |

| 10 de mayo, 15:35                                                                        | Tristán Suárez | 0:0     | Defensores de Belgrano | Estadio 20 de Octubre, Tristán Suárez |                         |
|                                                                                          |                | Reporte |                        | Árbitro(s): Yamil Possi               | Árbitro(s): Yamil Possi |
| Suspendido por las condiciones climáticas. Se jugó el 11 de mayo, a partir de las 15:35. |                |         |                        |                                       |                         |

| 15 de mayo, 20:10 | Defensores de Belgrano | 1:0 (1:0) | Tristán Suárez | Estadio Juan Pasquale, Buenos Aires |                            |
|                   | M. Giménez 25'         | Reporte   |                | Árbitro(s): Paulo Vigliano          | Árbitro(s): Paulo Vigliano |

### Final
| 19 de mayo, 13:10 | UAI Urquiza | 0:0     | Defensores de Belgrano | Estadio Monumental de Villa Lynch, Villa Lynch |                             |
|                   |             | Reporte |                        | Árbitro(s): Germán Bermúdez                    | Árbitro(s): Germán Bermúdez |

| 26 de mayo, 20:10 | Defensores de Belgrano                           | 1:1 (0:1) (4:2 p.)         | UAI Urquiza                       | Estadio Juan Pasquale, Buenos Aires |                              |
|                   | Miranda 90+2'                                    | Reporte                    | Mazur 17'                         | Árbitro(s): Américo Monsalvo        | Árbitro(s): Américo Monsalvo |
|                   |                                                  | Tiros desde el punto penal |                                   |                                     |                              |
|                   | Enrique · Vazzoler · Aguirre · Quiroga · Miranda |                            | Prieto · Mazur · Suárez · Cozzoni |                                     |                              |

## Entrenadores
| Listado de entrenadores | Listado de entrenadores         | Listado de entrenadores |
| Equipo                  | Entrenadores                    | Fechas                  |
| ----------------------- | ------------------------------- | ----------------------- |
| Acassuso                | Rodolfo Della Picca             | 1.ª en adelante         |
| Almirante Brown         | Eduardo Pizzo                   | 18.ª en adelante        |
| Atlanta                 | Francisco Bersce                | 1.ª en adelante         |
| Barracas Central        | Blas Armando Giunta             | 1.ª en adelante         |
| Colegiales              | Marcelo Straccia                | 1.ª en adelante         |
| Comunicaciones          | Diego Hernán Martínez           | 18.ª en adelante        |
| Defensores de Belgrano  | Fabián Nardozza                 | 1.ª en adelante         |
| Deportivo Español       | Hugo Smaldone                   | 18.ª en adelante        |
| Estudiantes             | Juan Carlos Kopriva             | 1.ª en adelante         |
| Fénix                   | Fabián Lisa                     | 1.ª en adelante         |
| Platense                | Fernando Ruiz                   | 1.ª en adelante         |
| Sacachispas             | Norberto D'Angelo               | 1.ª en adelante         |
| San Miguel              | Fabián Zermatten Walter Berardi | 1.ª en adelante         |
| San Telmo               | Gustavo Noto                    | 1.ª en adelante         |
| Talleres (RdE)          | Daniel Vicentin                 | 1.ª en adelante         |
| Tristán Suárez          | Daniel Bazán Vera               | 1.ª en adelante         |
| UAI Urquiza             | Cristian Aldirico               | 1.ª en adelante         |
| Villa San Carlos        | Facundo Besada                  | 1.ª en adelante         |

## Goleadores
| Pos. | Jugador              | Jugador               | Goles | Equipo           |
| ---- | -------------------- | --------------------- | ----- | ---------------- |
| 1°   | Bandera de Argentina | Luis Salmerón         | 16    | Tristán Suárez   |
| 1°   | Bandera de Argentina | Maximiliano Quinteros | 16    | Sacachispas      |
| 3°   | Bandera de Argentina | Juan Martín           | 14    | Barracas Central |

Fuente: Solo Ascenso - Goleadores